# Cavaglio d'Agogna
Cavaglio d'Agogna (Cavaj in piemontese) è un comune italiano di 1 133 abitanti della provincia di Novara in Piemonte.

## Origini del nome
L'origine del nome si fa risalire ad un documento del 1029 che denomina il paese "curtis Caballi Regis" cioè il luogo dove gli arimanni allevano i cavalli per il re. La seconda parte del nome, aggiunta nel 1863, fa riferimento al torrente Agogna che scorre nelle vicinanze.

## Storia

### Simboli
Lo stemma e il gonfalone del Comune di Cavaglio d'Agogna sono stati concessi con regio decreto del 26 maggio 1942.
Il gonfalone è un drappo partito di bianco e di rosso.

## Monumenti e luoghi d'interesse
- Riserva naturale orientata delle Baragge
- Chiesa di San Mamante

## Società

### Evoluzione demografica
Abitanti censiti

### Istituzioni, enti e associazioni
- Banda musicale "La Cavagliese", è un'associazione composta da circa 30 elementi.
- Pro Loco Cavaglio d'Agogna
- A.S.D. Tennistavolo Cavaglio 1989, è un'associazione sportiva dilettantistica che milita nel Campionato Regionale Piemontese di tennistavolo. La squadra si allena e disputa gli incontri di campionato presso la palestra dell'Oratorio Don Bosco.

## Amministrazione
Di seguito è presentata una tabella relativa alle amministrazioni che si sono succedute in questo comune.
| Periodo          | Periodo          | Primo cittadino       | Partito                      | Carica              | Note  |
| ---------------- | ---------------- | --------------------- | ---------------------------- | ------------------- | ----- |
| 16 giugno 1988   | 5 giugno 1993    | Gian Angelo Zoia      | lista civica                 | Sindaco             | [ 7 ] |
| 7 giugno 1993    | 28 aprile 1997   | Gian Angelo Zoia      | -                            | Sindaco             | [ 7 ] |
| 12 maggio 1997   | 16 giugno 2000   | Pierangelo Corbellini | Lega Nord                    | Sindaco             | [ 7 ] |
| 16 giugno 2000   | 14 maggio 2001   | Patrizia Bianchetto   |                              | Comm. straordinario | [ 7 ] |
| 14 maggio 2001   | 15 dicembre 2003 | Pierangelo Corbellini | lista civica                 | Sindaco             | [ 7 ] |
| 15 dicembre 2003 | 13 giugno 2004   | Michele Basilicata    |                              | Comm. pref.         | [ 7 ] |
| 14 giugno 2004   | 14 giugno 2006   | Elio Calligari        | lista civica                 | Sindaco             | [ 7 ] |
| 14 giugno 2006   | 27 maggio 2007   | Patrizia Bianchetto   |                              | Comm. straordinario | [ 7 ] |
| 29 maggio 2007   | 7 maggio 2012    | Leonardo Cipriani     | lista civica                 | Sindaco             | [ 7 ] |
| 7 maggio 2012    | in carica        | Fabrizio Regalli      | lista civica Nuovi orizzonti | Sindaco             | [ 7 ] |